# 훌리아이폴
훌리아이폴(우크라이나어: Гуляйполе uk; lit. '산책하는 들판')은 우크라이나 자포리자주 폴로히군에 있는 작은 도시이다. 이 도시는 우크라이나의 아나키스트 혁명가 네스토르 마흐노의 출생지로 알려져 있다. 2022년 1월, 이 도시의 추정 인구는 12,786.명이었다.
훌리아이폴레는 러시아의 우크라이나 침공 중 러시아군에게 공격받아 막대한 피해를 입었으며, 우크라이나군과 러시아군을 분리하는 접촉선 중 하나에 위치하게 되었다.

## 역사
러시아 제국에 크림 칸국이 합병되기 전, 이 지역은 주로 자포로자 코자크와 유목 소노가이 호르드에 의해 정착되었다. 이 정착지는 1770년대에 자포로자 시치의 옛 땅에 드네프르 방어선가 건설된 후, 러시아 제국이 정복한 자포로자 땅을 인구하고 개발하려는 정책의 일환으로 생겨났다. 예카테리나 2세가 시치를 해체하자, 지역 코자크는 망명하거나 농노가 되었고, 현재 훌리아이폴레 주민들은 샤벨스키 가문의 멍에 아래 놓였다.
1785년, 예카테리노슬라프현 위원회는 크림 칸국으로부터 보호하기 위해 노보모스콥스크 젬스트보 법원에 훌리아이폴레 국영 군사 정착지를 설립하도록 명령했다. 기록 데이터에 따르면, 첫 정착민들은 스타로두브스키 지구에서 새로 형성된 정착지로 왔고, 나중에는 키이우주, 체르니히우주, 폴타바주 및 슬로보다우크라이나 지역에서도 왔다. "훌리아이폴레"(lit. '산책하는 들판')라는 이름은 정착지가 형성되기 오래 전부터 박람회 장소로 자주 사용되었던 지역의 특성을 반영했다. 이 정착지는 전통적으로 군사 라인을 따라 형성된 행정-영토 단위인 세기로 나뉘었다. 포딜리야, 피샨카, 구리얀, 베르비우, 보한스키, 헤르손, 나중에는 폴란드 출신의 수백 명이 이런 식으로 정착했다. 1794년에 이 정착지에는 150개의 농가가 있었다. 이 지역 주민들은 농업과 축산에 적극적으로 종사했다.
1797년 목조 정교회 "정직하고 생명을 주는 그리스도의 고양"이 건설되었고, 훌리아이폴레는 알렉산드로프스키군의 읍내 중심지가 되었다.

### 산업화
19세기 중반부터 20세기 초까지 훌리아이폴레 마을은 상업 및 산업 도시로 변모했다. 1859년, 훌리아이폴레에서 첫 무역 박람회가 열렸다. 총 100만 루블의 매출을 가진 50개 이상의 무역 회사가 있었으며, 그 옆에는 수많은 상점이 있었다. 무역 증가로 인해 인구가 크게 유입되었다.
개혁 이후 기간에 훌리아이폴레에는 산업 기업이 잇따라 생겨났다. 1882년, 크리거의 농업 기계 공장이 가동을 시작했다. 10년 후, 산업가 케르너에 의해 또 다른 공장과 증기 제분소가 개설되었다. 두 공장 모두 수확기, 말 탈곡기, 초퍼 등을 생산했다. 지주 슈뢰더도 대형 증기 제분소를 소유하고 있었다. 다음 해에는 증류소, 여러 착유소, 창고가 가동되었다. 마을에는 18개의 상점이 있었고, 약 30명의 상인이 거래했다. 1898년, 차플리네–베르댠스크 철도가 근처에 깔려 마을의 경제 발전에 긍정적인 영향을 미쳤다.
훌리아이폴레에는 두 개의 농업 기계 공장, 네 개의 증류소, 한 개의 브루어리가 있었다. 훌리아이폴레에는 세 개의 증기 제분소가 있었고, 훌리아이폴레 교구의 일부였던 주변 마을과 경제에는 수십 개의 제분소가 더 있었다. 그 외에도 주변에는 수많은 농민 "풍차"가 있었다. 또한, 훌리아이폴레에는 두 개의 벽돌 및 타일 공장이 있었고, 마을과 촌락에는 12개가 있었다.
산업 기업과 함께, 마을에는 소규모의 반수공업 생산 시설이 많이 있었다. 예를 들면 크루 작업장, 여러 도예가, 그리고 착유소, 대장간, 목공소 및 기타 작업장들이 있었다.
1884년부터 제1차 세계 대전까지, 훌리아이폴레에서는 3년마다 젬스트보 농업 및 산업 제품 전시회와 경매가 열렸다.

### 분쟁

현재 우크라이나의 마흐노우슈치나 위치.

제1차 세계 대전 이후, 훌리아이폴레에서는 국가 권력 및 정치 체제 변화로 인한 새로운 사회-경제적 변화가 일어났다. 1917년에서 1921년 사이에 러시아 내전(및 동시 발생한 우크라이나 독립 전쟁)으로 인해 이 지역이 혼란에 빠지면서, 도시는 최소한 16번 주인이 바뀌었다. 이 기간 동안 훌리아이폴레는 오스트리아-헝가리군, 붉은 군대, 우크라이나 인민공화국, 헤트마나트, 안톤 데니킨의 백군 및 네스토르 마흐노의 반군 등에 의해 번갈아 점령되었다. 이 분쟁 중에 훌리아이폴레는 우크라이나 혁명반역군의 본부이자 마흐노우슈치나의 수도로 널리 알려졌다.
1930년대의 산업화 기간 동안, 훌리아이폴레에서는 급속한 산업 발전이 이루어졌고, 그 결과 1938년에 도시 지위를 얻었다. 한편, 1932–1933년 홀로도모르 기간 동안 훌리아이폴레 주민 중 최소 108명이 사망했다.
1941년 10월 5일, 독일의 공세 결과 소련군이 도시를 떠나고 베르마흐트가 점령했다. 1943년 9월 16일, 돈바스 전략 공세 중에 남부 전선의 소련군에 의해 해방되었다.

### 현대
1952년에는 벽돌 공장, 버터 공장, 의류 및 신발 공장, 사범 학교, 중등 학교, 4개의 7년제 학교, 6개의 초등 학교, 영화관 및 클럽이 이곳에서 운영되었다. 1970년에는 농업 기계 공장, 페인트 및 래커 공장, 자동차 수리 공장, 가정용품 공장, 치즈 제조 공장 및 신발 공장이 있었다.
우크라이나 독립선언법 시점에는 농업 기계 공장, 페인트 및 래커 공장, 신발 공장 및 식품 산업 기업이 도시 경제의 기반이었다. 1995년 5월, 우크라이나 정부는 농업 기계 공장, 페인트 및 래커 공장, 지역 농업 및 화학 공장의 민영화 결정을 승인했다. 1995년 7월에는 국영 농장의 민영화 결정이 승인되었다. 2004년 12월 17일, 자포리자주 경제 법원은 민영화된 농업 기계 공장에 대한 파산 사건을 제기했다. 2020년 7월 17일, 행정-영토 개혁 및 훌리아이폴레군의 해체 결과, 도시는 폴로히군의 일부가 되었다.

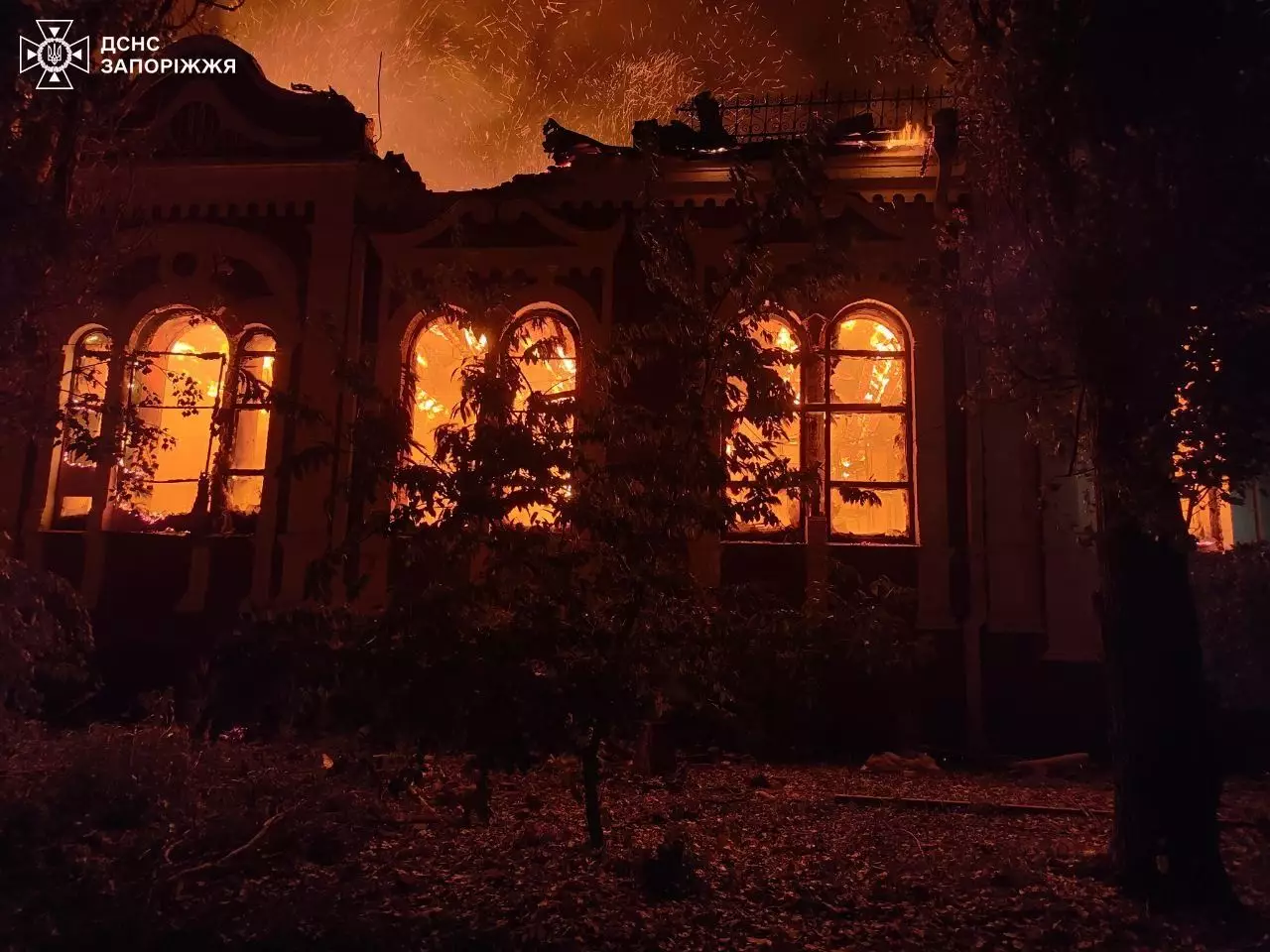
2024년 8월 24일 러시아의 포격 이후 훌리아이폴레 향토 박물관 건물

2022년 러시아의 우크라이나 침공의 우크라이나 남부 공세 동안, 러시아 연방군과 우크라이나군 사이에 훌리아이폴레 통제를 위한 전투가 발발했다. 러시아군의 지속적인 포격 아래, 훌리아이폴레 주민 다수가 지방 정부에 의해 대피되었으며, 많은 주거용 건물과 민간 기반 시설이 손상되거나 파괴되었다.

## 지리
훌리아이폴레는 가이추르 강 계곡에 위치한다. (저수지의 이름은 튀르크어족: gai "자유" + chur "스텝"에서 유래했다.) 상류 3.5km 지점에는 마르포필 마을이 있고, 하류 1.5km 지점에는 젤레네 마을이 있다. 철도역과 8km 떨어져 있으며, 지역 중심지인 자포리자에서는 98km 떨어져 있다(H08 및 T 0814 고속도로 경유). 북쪽으로는 폴로히군이 드니프로페트로우스크주의 시넬니코베군과 접하며, 동쪽으로는 도네츠크주와 접한다.

## 인구 통계
2001년 우크라이나 인구 조사에 따른 민족 및 언어 구성:
| \| 훌리아이폴레의 민족 구성[26] \| 훌리아이폴레의 민족 구성[26] \| 훌리아이폴레의 민족 구성[26] \| 훌리아이폴레의 민족 구성[26] \| 훌리아이폴레의 민족 구성[26] \| \| ---------------------------- \| ---------------------------- \| ---------------------------- \| ---------------------------- \| ---------------------------- \| \| \| \| \| 퍼센트 \| \| \| 우크라이나인 \| 우크라이나인 \| \| 93.71% \| 93.71% \| \| 러시아인 \| 러시아인 \| \| 5.45% \| 5.45% \| \| 벨라루스인 \| 벨라루스인 \| \| 0.23% \| 0.23% \| \| 아르메니아인 \| 아르메니아인 \| \| 0.15% \| 0.15% \| \| 타타르족 \| 타타르족 \| \| 0.05% \| 0.05% \| |              |  |        |        |
| 훌리아이폴레의 민족 구성 |              |  |        |        |
| |              |  | 퍼센트 |        |
| 우크라이나인 | 우크라이나인 |  | 93.71% | 93.71% |
| 러시아인 | 러시아인     |  | 5.45%  | 5.45%  |
| 벨라루스인 | 벨라루스인   |  | 0.23%  | 0.23%  |
| 아르메니아인 | 아르메니아인 |  | 0.15%  | 0.15%  |
| 타타르족 | 타타르족     |  | 0.05%  | 0.05%  |

| \| 훌리아이폴레의 언어[27] \| 훌리아이폴레의 언어[27] \| 훌리아이폴레의 언어[27] \| 훌리아이폴레의 언어[27] \| 훌리아이폴레의 언어[27] \| \| ----------------------- \| ----------------------- \| ----------------------- \| ----------------------- \| ----------------------- \| \| 언어 \| \| \| 퍼센트 \| \| \| 우크라이나어 \| 우크라이나어 \| \| 94.5% \| 94.5% \| \| 러시아어 \| 러시아어 \| \| 5.2% \| 5.2% \| \| 기타 \| 기타 \| \| 0.2% \| 0.2% \| |              |  |        |       |
| 훌리아이폴레의 언어 |              |  |        |       |
| 언어 |              |  | 퍼센트 |       |
| 우크라이나어 | 우크라이나어 |  | 94.5%  | 94.5% |
| 러시아어 | 러시아어     |  | 5.2%   | 5.2%  |
| 기타 | 기타         |  | 0.2%   | 0.2%  |

| 연도 | 1810  | 1859  | 1900   | 1913   | 1917   | 1926   | 1970   | 1989   | 2013   | 2021   | 2024   |
| ---- | ----- | ----- | ------ | ------ | ------ | ------ | ------ | ------ | ------ | ------ | ------ |
| 인구 | 1,852 | 2,521 | 10,000 | 16,150 | 25,000 | 12,027 | 16,000 | 19,198 | 14,358 | 13,070 | ~2,000 |

## 저명한 인물
- 볼데마르 안토니 (1886–1974), 우크라이나 아나키스트 지식인, 가난한 농민 연합 설립자
- 빌렌 칼류타 (1930–1999), 우크라이나 촬영 감독
- 세멘 카레트니크 (1893–1920), 우크라이나 아나키스트, 우크라이나 혁명반역군 사령관
- 네스토르 마흐노 (1888–1934), 우크라이나 아나키스트, 우크라이나 혁명반역군 총사령관
- 올렉시 마르첸코 (1880년대–1921), 우크라이나 아나키스트, 우크라이나 혁명반역군 사령관
- 올렉산드르 세메뉴타 (1883–1910), 우크라이나 반군 아나키스트, 가난한 농민 연합 지도자

## 갤러리

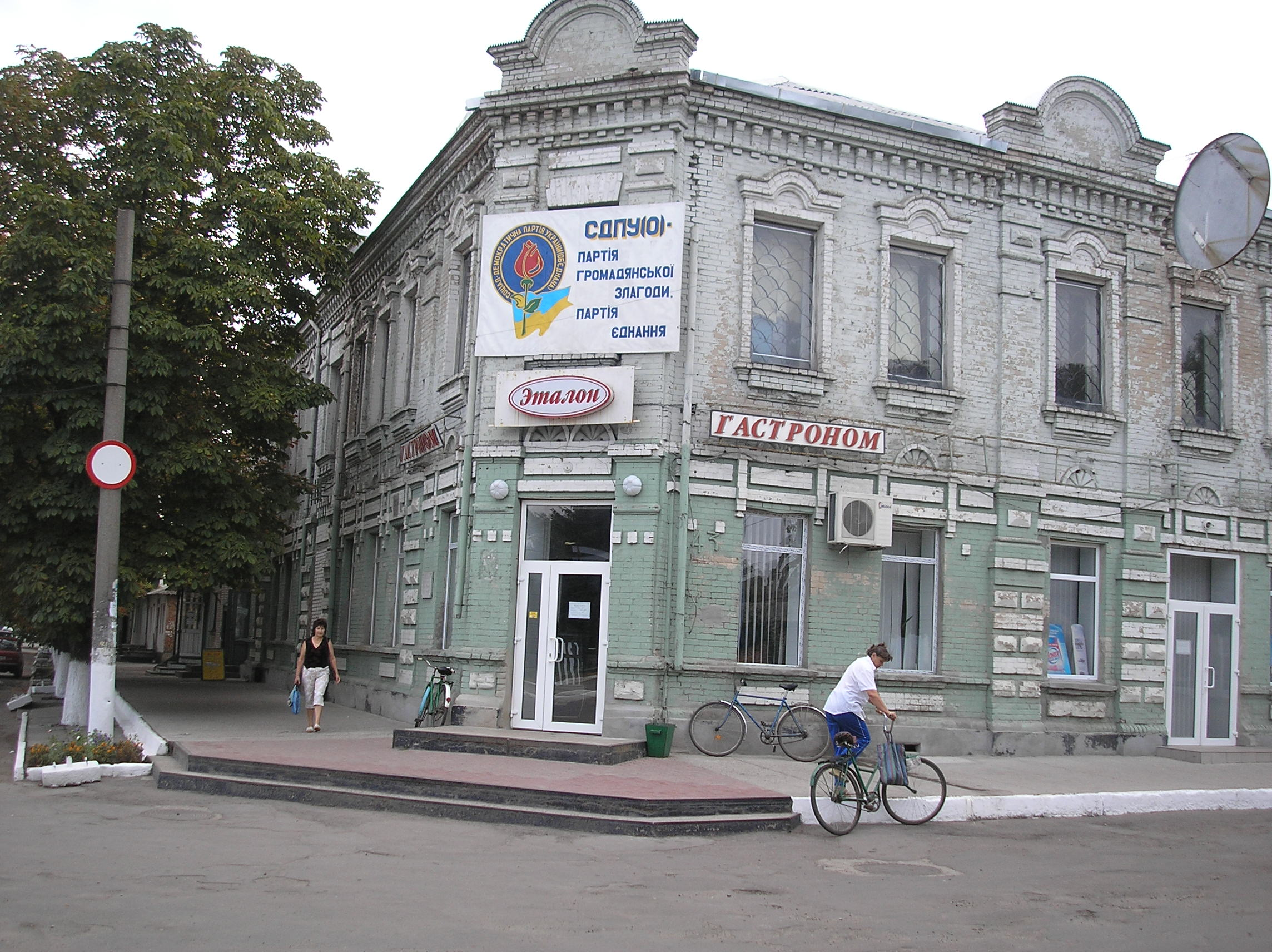
옛 남자 김나지움
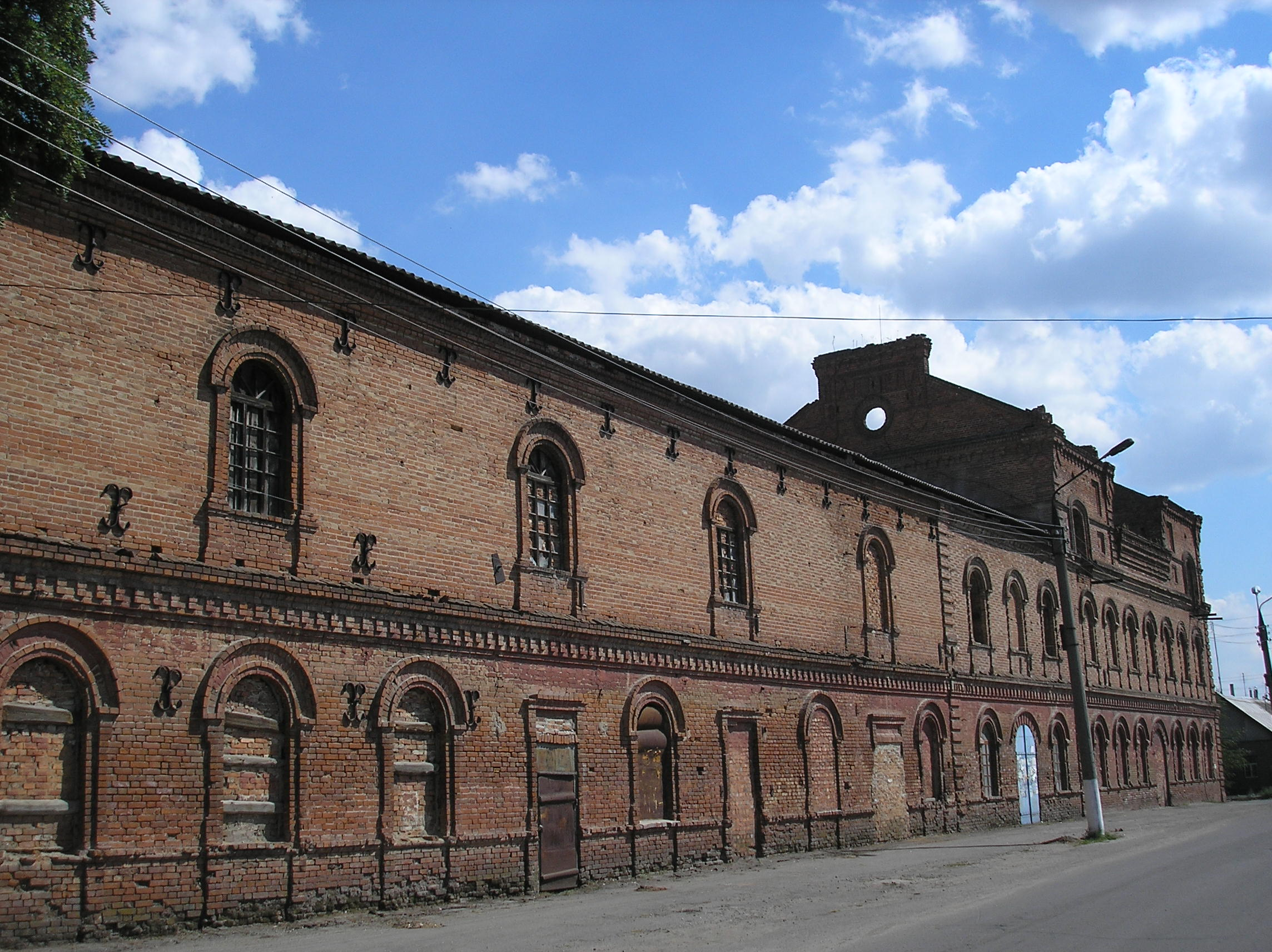
옛 제분소, 원래 독일 크리거 회사 소유
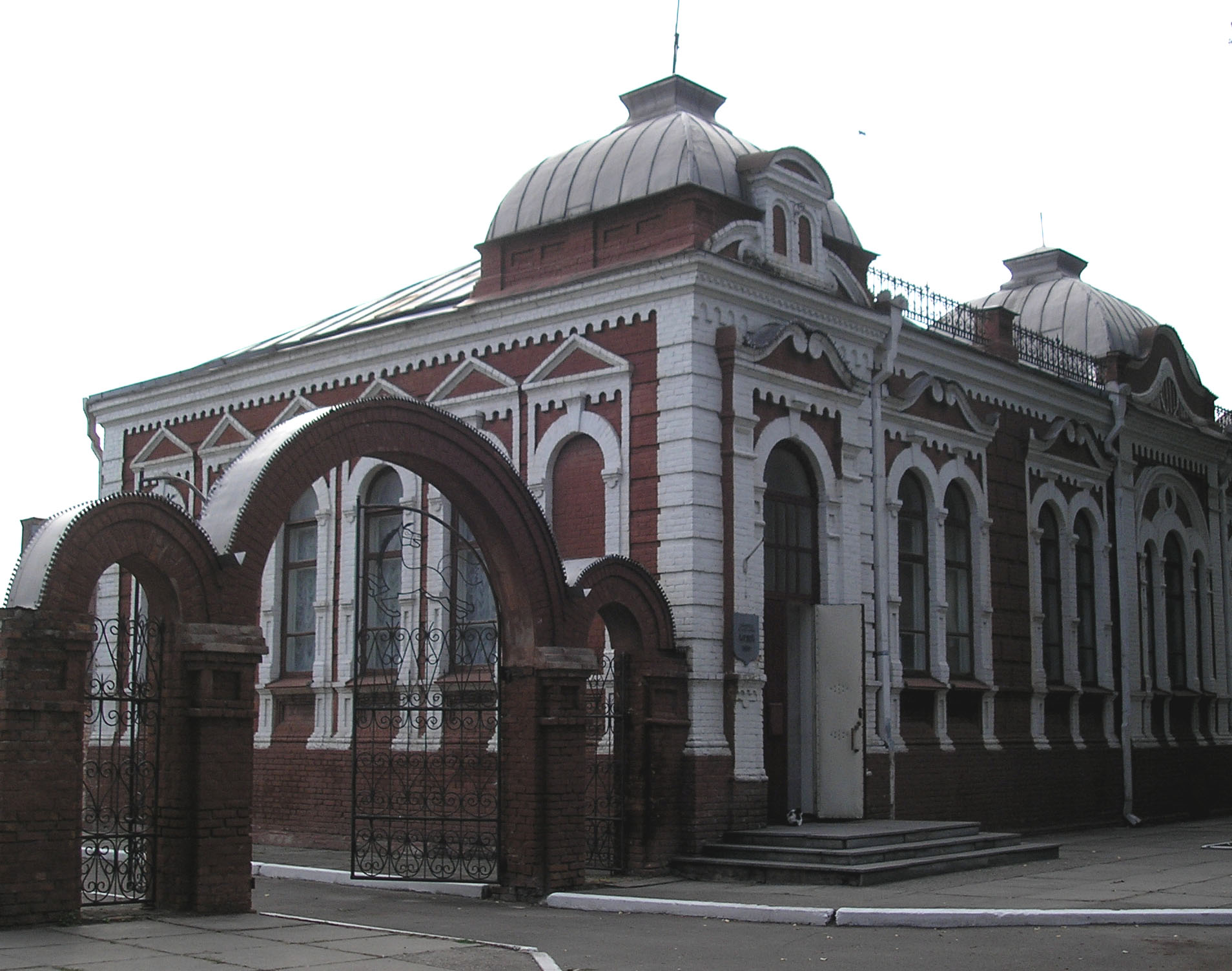
향토사 박물관

## 참고 문헌
- Skirda, Alexandre (2004) [1982]. 《Nestor Makhno–Anarchy's Cossack: The Struggle for Free Soviets in the Ukraine 1917–1921》 (영어). 번역 Sharkey, Paul. 오클랜드: AK 프레스. ISBN 978-1-902593-68-5. OCLC 60602979.